# Ерміт-самітник
Ермі́т-самітник (Glaucis) — рід серпокрильцеподібних птахів родини колібрієвих (Trochilidae). Представники цього роду мешкають в Центральній і Південній Америці.

## Види
Виділяють три види:
- Ерміт-самітник багійський (Glaucis dohrnii)
- Ерміт-самітник бронзовий (Glaucis aeneus)
- Ерміт-самітник бразильський (Glaucis hirsutus)

## Етимологія
Наукова назва роду Glaucis походить від слова дав.-гр. γλαυκος — синьо-зелений.